# 利佩齊卡洛利亞納
48°20′4″N 23°21′34″E / 48.33444°N 23.35944°E
利佩齊卡洛利亞納（烏克蘭語：Липецька Поляна），是烏克蘭的村落，位於該國西部外喀爾巴阡州，由胡斯特區負責管轄，始建於1653年，海拔高度267米，2001年該村落人口2,544。